# Craig Coxe
Craig Raymond Coxe (* 21. Januar 1964 in Chula Vista, Kalifornien) ist ein ehemaliger US-amerikanischer Eishockeyspieler und -trainer, der im Verlauf seiner aktiven Karriere zwischen 1982 und 2000 unter anderem 240 Spiele für die Vancouver Canucks, Calgary Flames, St. Louis Blues und San Jose Sharks in der National Hockey League auf der Position des Centers bestritten hat.

## Karriere
Coxe, der im NHL Entry Draft 1982 in der vierten Runde an 66. Position von den Detroit Red Wings gezogen wurde, spielte zunächst von 1982 bis 1984 für die Belleville Bulls in der Ontario Hockey League. Im Juni 1984 unterzeichnete er dann einen Vertrag bei den Vancouver Canucks, nachdem die Red Wings kein Interesse mehr an ihm zeigten. Der gebürtige Kalifornier wurde zunächst im Farmteam in der American Hockey League eingesetzt, machte aber auch seine ersten neun NHL-Spiele. Insgesamt blieb Coxe bis zum März 1988 in Vancouver, wurde aber dann für Peter Bakovic und Brian Bradley zu den Calgary Flames abgegeben. Genau ein halbes Jahr später wechselte Coxe erneut das Team. Gemeinsam mit Mike Bullard und Tim Corkery wurde er für Doug Gilmour, Steve Bozek, Mike Dark und Mark Hunter zu den St. Louis Blues abgegeben. Diese gaben ihn wiederum ein Jahr später, zum Begleichen eines früheren Transfergeschäftes, zu den Chicago Blackhawks ab, welche ihn jedoch sofort auf die Waiver-Liste setzten. Von dort nahm ihn sein Ex-Team aus Vancouver unter Vertrag, bei denen er dann bis zum Ende der Saison 1990/91 blieb.
Im NHL Expansion Draft 1991 nahmen ihn dann die San Jose Sharks, ein neu gegründetes Franchise, unter Vertrag. Coxe, der damit in seinen Heimatstaat Kalifornien zurückkehren konnte, spielte nur zehnmal für die Sharks. Dabei erzielte er zwei Tore. Sein erstes Tor, das er im ersten Saisonspiel am 4. Oktober 1991 bei der 3:4-Niederlage gegen sein Ex-Team aus Vancouver erzielte, war zugleich das erste Tor der Franchise-Geschichte der Sharks.
Nach der Saison spielte Coxe bis einschließlich 2000 in diversen amerikanischen Minor Leagues. Von 1992 bis 1993 in der International Hockey League, 1993 bis 1995, 1996 bis 1998 und 1999 bis 2000 in der Central Hockey League, sowie in der Saison 1995/96 in der Southern Hockey League und 1998/99 in der Western Professional Hockey League. Zudem spielte er in den Jahren 1994 und 1995 Roller Hockey in der Roller Hockey International.
In den Spielzeiten 2000/01 und 2002/03 arbeitete er als Cheftrainer in der CHL.

## Erfolge und Auszeichnungen
- 1996 Sunshine-Cup-Gewinn mit den Huntsville Channel Cats

## Karrierestatistik
(Legende zur Spielerstatistik: Sp oder GP = absolvierte Spiele; T oder G = erzielte Tore; V oder A = erzielte Assists; Pkt oder Pts = erzielte Scorerpunkte; SM oder PIM = erhaltene Strafminuten; +/− = Plus/Minus-Bilanz; PP = erzielte Überzahltore; SH = erzielte Unterzahltore; GW = erzielte Siegtore; 1 Play-downs/Relegation; Kursiv: Statistik nicht vollständig)